# Incerteza
Incerteza é  um termo usado, com diversos significados, em muitos campos, incluindo filosofia, física, estatística, economia e finanças,  psicologia. Pode referir-se a uma situação em que não se pode prever exatamente o resultado de uma ação ou  o efeito de uma condição. Pode também referir-se ao grau de imprecisão de medidas físicas ou, simplesmente, ao desconhecido.

## Economia
Em economia, uma distinção clássica  entre risco e incerteza é a proposta por  Frank Knight, da Universidade de Chicago, em sua obra Risk, Uncertainty, and Profit ( Risco, Incerteza e Lucro), de 1921. Segundo ele, risco é uma incerteza mensurável -  uma "falsa incerteza". Assim, o risco de que um evento ocorra é dado por uma distribuição de probabilidades.
" Incerteza deve ser entendida num sentido radicalmente distinto da familiar noção de risco, da qual nunca foi convenientemente separada (...) Incerteza mensurável, ou  risco no sentido próprio do termo, é tão diferente de incerteza não mensurável que, de fato, não é, de modo algum, uma incerteza." 
O risco designa uma situação em que as possibilidades do futuro são conhecidas.  Já a incerteza se refere a uma situação em que não se conhecem essas possibilidades. Knight distingue portanto as situações arriscadas (nas quais a distribuição de probabilidades dos casos possíveis não é conhecida) das situações incertas (nas quais nem mesmo os casos possíveis são conhecidos). Uma incerteza knightiana é portanto uma situação em que o futuro não é e nem pode ser conhecido.
Quase quinze anos depois de Frank Knight ter publicado Risco, Incerteza e Lucro, John Maynard Keynes publicou a A Teoria Geral do Emprego, do Juro e da Moeda. No capítulo 12 do livro ("The State of Long Term Expectation"; em português, "O estado da expectativa a longo prazo"), Keynes aprofunda a distinção, originalmente proposta por Knight, entre risco (uma situação em que a probabilidade de futuros resultados pode ser derivada através da teoria da probabilidade e inferência estatística) e incerteza (uma situação em que uma previsão de resultados futuros, suas probabilidades e impacto econômico se baseiam em estimativas subjetivas).
Assim como Knight, Keynes, que analisou profundamente a importância da incerteza na dinâmica econômica, define como incertos os fenômenos aos quais não se pode aplicar o cálculo de probabilidade:
"Por conhecimento 'incerto', esclareço, não quero dizer meramente distinguir o que é conhecido com certeza do que é apenas provável. O jogo de roleta não é sujeito, neste sentido, a incerteza ... ou ... a expectativa de vida é apenas levemente incerta. Mesmo a previsão do tempo é apenas moderadamente incerta. O sentido em que estou usando o termo é o de que a perspectiva de uma guerra europeia é incerta ou o preço do cobre e a taxa de juros daqui a vinte anos...  Sobre esses assuntos não há base científica para estabelecer nenhum cálculo de probabilidade, qualquer que seja. Nós simplesmente não sabemos."
Numa economia movida a expectativas, quando a incerteza sobre o futuro não pode ser reduzida através de modelos probabilísticos, os agentes econômicos acabam por seguir aquilo que Keynes denominou animal spirits:
"O estado das expectativas de longo prazo, em que baseamos nossas decisões, não depende somente, portanto, da previsão mais provável que possamos fazer. Depende também da confiança que depositamos nessa previsão (...) Se esperarmos por grandes mudanças, mas estivermos muito incertos quanto à forma exata que essas mudanças irão assumir, então nossa confiança será débil. 'O estado de confiança', como chamam, é uma questão à qual os homens práticos sempre prestam a máxima e mais ansiosa atenção. Mas os economistas não têm analisado isto com cuidado, contentando-se, habitualmente, em discutir o assunto em termos genéricos. Em particular, não tem ficado claro que a sua relevância para os problemas econômicos se manifesta como grande influência sobre o investimento [...]  Entretanto não há muito a ser dito sobre o estado de confiança a priori. Nossas conclusões devem depender principalmente da real observação dos mercados e da psicologia dos negócios..." 

## Incerteza de medidas
Refere-se à dificuldade de prever eventos futuros em razão de eventuais erros em medidas físicas já realizadas.

### Definição oficial da União Europeia
A incerteza, segundo a Diretiva Comunitária 2007/589/CE, é definida como  o parâmetro associado ao resultado da determinação de uma quantidade, que caracteriza a dispersão dos valores que poderiam razoavelmente ser atribuídos a essa determinada quantidade (incluindo os efeitos de fatores sistemáticos e aleatórios), expresso em percentagem e que descreve um intervalo de confiança próximo do valor médio, compreendendo 95% dos valores inferidos.
A incerteza de uma medida exprime-se por uma faixa de valores que  provavelmente estão próximo do valor real.  Isso pode ser denotado por barras de erros em um gráfico ou como um valor ± incerteza ou como porção decimal (incerteza).  Esta última notação é utilizada, por exemplo, pela IUPAC para representar a incerteza com relação à massa atômica de um  elemento químico.  Assim, uma incerteza quanto ao último dígito da massa atômica  do elemento é indicada por um algarismo entre parênteses. Por exemplo:  1,00794(7) indica  ±0,00007.